# 始建国
始建国（省作建国，9年—13年）是新朝皇帝王莽的第一个年号，共计5年。是历史上第一个使用3个字的年号。
以初始元年十二月朔癸酉改元，为始建国元年正月之朔。
辛德勇考证，《汉书》将“始建国”省写为“建国”，是作者班固的个人习惯或当时社会称用年号的既有习惯，班固行文时省时不省，所以书中可见“始建国”和“建国”两种写法。

## 纪年
| 始建国 | 元年 | 二年 | 三年 | 四年 | 五年 |
| ------ | ---- | ---- | ---- | ---- | ---- |
| 公元   | 9年  | 10年 | 11年 | 12年 | 13年 |
| 干支   | 己巳 | 庚午 | 辛未 | 壬申 | 癸酉 |

## 参看
- 中國年號索引

| 前一年號： 西漢：初始 | 新朝年號 始建國 | 下一年號： 天凤 |